# 凯尔利甘杰
凯尔利甘杰（Kherliganj），是印度拉贾斯坦邦Baran县的一个城镇。总人口7391（2001年）。

## 人口
该地2001年总人口7391人，其中男性3849人，女性3542人；0—6岁人口1154人，其中男630人，女524人；识字率57.99%，其中男性为70.41%，女性为44.49%。